# Bembrops nelsoni
Bembrops nelsoni is een straalvinnige vissensoort uit de familie van baarszalmen (Percophidae). De wetenschappelijke naam van de soort is voor het eerst geldig gepubliceerd in 2002 door Thompson & Suttkus.